# Ла-Фабро
Ла-Фабро́ (кат. La Febró, вимова літературною каталанською [łəfə'βɾɔ]) — муніципалітет, розташований в Автономній області Каталонія, в Іспанії. Код муніципалітету за номенклатурою Інституту статистики Каталонії — 430574. Знаходиться у районі (кумарці) Баш-Камп (коди району — 08 та BC) провінції Таррагона, згідно з новою адміністративною реформою перебуватиме у складі баґарії (округи) Камп-да-Таррагона.

## Населення
Населення міста (у 2007 р.) становить 56 осіб (з них менше 14 років — 3,6 %, від 15 до 64 — 78,6 %, понад 65 років — 17,9 %). У 2006 р. не було зареєстровано народжень", так само для смертності і шлюбів. У 2001 р. активне населення становило 39 осіб, з них безробітних — 5 осіб.
Серед осіб, які проживали на території міста у 2001 р., 57 народилися в Каталонії (з них 46 осіб у тому самому районі, або кумарці), 5 осіб приїхало з інших областей Іспанії, а 0 осіб приїхало з-за кордону. Вищу освіту має 18,6 % усього населення.
У 2001 р. нараховувалося 25 домогосподарств (з них 36 % складалися з однієї особи, 24 % з двох осіб,24 % з 3 осіб, 8 % з 4 осіб, 4 % з 5 осіб, 0 % з 6 осіб, 0 % з 7 осіб, 0 % з 8 осіб і 4 % з 9 і більше осіб).
Активне населення міста у 2001 р. працювало у таких сферах діяльності: у сільському господарстві — 14,7 %, у промисловості — 14,7 %, на будівництві — 5,9 % і у сфері обслуговування — 64,7 %.
У муніципалітеті або у власному районі (кумарці) працює 10 осіб, поза районом — 26 осіб.

### Безробіття
У 2007 р. нараховувалося 1 безробітна жінка, у 2006 р. безробітних не було.

## Економіка

### Підприємства міста

#### Сфера послуг
| \| Підприємства міста, що працюють у сфері послуг, за діяльністю \| Підприємства міста, що працюють у сфері послуг, за діяльністю \| Підприємства міста, що працюють у сфері послуг, за діяльністю \| \| Рік \| 2002 р. \| 2001 р. \| \| ------------------------------------------------------------- \| ------------------------------------------------------------- \| ------------------------------------------------------------- \| \| Гуртова торгівля \| 33,3 % \| 33,3 % \| \| Готелі та готельний бізнес \| 33,3 % \| 33,3 % \| \| Транспорт та зв'язок \| 0 % \| 0 % \| \| Посередницькі фінансові послуги \| 0 % \| 0 % \| \| Послуги підприємствам \| 0 % \| 0 % \| \| Послуги фізичним особам \| 33,3 % \| 33,3 % \| \| Нерухомість та ін. \| 0 % \| 0 % \| \| Усього підприємств \| 3 \| 3 \| |         |         |
| Підприємства міста, що працюють у сфері послуг, за діяльністю |         |         |
| Рік | 2002 р. | 2001 р. |
| Гуртова торгівля | 33,3 %  | 33,3 %  |
| Готелі та готельний бізнес | 33,3 %  | 33,3 %  |
| Транспорт та зв'язок | 0 %     | 0 %     |
| Посередницькі фінансові послуги | 0 %     | 0 %     |
| Послуги підприємствам | 0 %     | 0 %     |
| Послуги фізичним особам | 33,3 %  | 33,3 %  |
| Нерухомість та ін. | 0 %     | 0 %     |
| Усього підприємств | 3       | 3       |

## Житловий фонд
У 2001 р. 8 % усіх родин (домогосподарств) мали житло метражем до 59 м2, 32 % — від 60 до 89 м2, 20 % — від 90 до 119 м2 і
40 % — понад 120 м2.

З усіх будівель у 2001 р. 9,4 % було одноповерховими, 43,4 % — двоповерховими, 45,3 % — триповерховими, 1,9 % — чотириповерховими, 0 % — п'ятиповерховими, 0 % — шестиповерховими,
0 % — семиповерховими, 0 % — з вісьмома та більше поверхами.

## Автопарк
| \| Автомобілі, зареєстровані у місті, за призначенням \| Автомобілі, зареєстровані у місті, за призначенням \| Автомобілі, зареєстровані у місті, за призначенням \| \| Рік \| 2006 р. \| 2005 р. \| \| -------------------------------------------------- \| -------------------------------------------------- \| -------------------------------------------------- \| \| Приватні автомобілі \| 58,7 % \| 60,6 % \| \| Мотоцикли \| 6,7 % \| 7 % \| \| Вантажівки \| 29,3 % \| 26,8 % \| \| Трактори \| 4 % \| 4,2 % \| \| Автобуси та ін. \| 1,3 % \| 1,4 % \| \| Усього автомобілів \| 75 шт. \| 71 шт. \| |         |         |
| Автомобілі, зареєстровані у місті, за призначенням |         |         |
| Рік | 2006 р. | 2005 р. |
| Приватні автомобілі | 58,7 %  | 60,6 %  |
| Мотоцикли | 6,7 %   | 7 %     |
| Вантажівки | 29,3 %  | 26,8 %  |
| Трактори | 4 %     | 4,2 %   |
| Автобуси та ін. | 1,3 %   | 1,4 %   |
| Усього автомобілів | 75 шт.  | 71 шт.  |

## Вживання каталанської мови
У 2001 р. каталанську мову у місті розуміли 100 % усього населення (у 1996 р. — 100 %), вміли говорити нею 100 % (у 1996 р. — 100 %), вміли читати 98,4 % (у 1996 р. — 92,7 %), вміли писати 72,1 % (у 1996 р. — 67,3 %). Не розуміли каталанської мови 0 %.

## Політичні уподобання
У виборах до Парламенту Каталонії у 2006 р. взяло участь 31 особа (у 2003 р. — 31 особа). Голоси за політичні сили розподілилися таким чином:
| \| Вибори до Парламенту Каталонії \| Вибори до Парламенту Каталонії \| Вибори до Парламенту Каталонії \| \| Рік \| 2006 р. \| 2003 р. \| \| -------------------------------------- \| ------------------------------ \| ------------------------------ \| \| Конвергенція та Єднання (CiU) \| 35,5 % \| 51,6 % \| \| Соціалістична партія Каталонії (PSC) \| 25,8 % \| 9,7 % \| \| Народна партія (PP) \| 3,2 % \| 3,2 % \| \| Ініціатива за Каталонію — Зелені (ICV) \| 6,5 % \| 6,5 % \| \| Республіканська лівиця Каталонії (ERC) \| 29 % \| 29 % \| \| Громадяни — Громадянська партія (C's) \| 0 % \| 0 % \| \| Інші \| 0 % \| 0 % \| |         |         |
| Вибори до Парламенту Каталонії |         |         |
| Рік | 2006 р. | 2003 р. |
| Конвергенція та Єднання (CiU) | 35,5 %  | 51,6 %  |
| Соціалістична партія Каталонії (PSC) | 25,8 %  | 9,7 %   |
| Народна партія (PP) | 3,2 %   | 3,2 %   |
| Ініціатива за Каталонію — Зелені (ICV) | 6,5 %   | 6,5 %   |
| Республіканська лівиця Каталонії (ERC) | 29 %    | 29 %    |
| Громадяни — Громадянська партія (C's) | 0 %     | 0 %     |
| Інші | 0 %     | 0 %     |